# Gustavo Moncayo
Gustavo Guillermo Moncayo Rincón (Santiago, Putumayo, 29 de noviembre de 1952 - Pasto, Nariño, 15 de noviembre de 2022) conocido como El Profesor Moncayo, fue un colombiano que emprendió, el 17 de junio de 2007 una marcha a pie desde Sandoná (Nariño) hasta Bogotá, en un recorrido de más de 1000 kilómetros. Esta marcha la inició con el objetivo de buscar la liberación de que su hijo, el suboficial del Ejército Nacional Pablo Emilio Moncayo, que fue secuestrado por las Fuerzas Armadas Revolucionarias de Colombia - Ejército del Pueblo (FARC-EP) desde el año 1997 y exigir al gobierno que permitiera las negociaciones que llevaran al llamado intercambio humanitario.

## Bitácora de la marcha
El 17 de junio de 2007 inició su caminata sólo acompañado por su hija desde su municipio Sandoná, arribando a los pueblos colindantes con la Carretera Panamericana para descansar. Pocos días después su cuerpo exteriorizó la fatiga de la marcha, teniendo que ser curados sus pies y los de su hija por las múltiples ampollas producto de tan largas jornadas de caminata. Este hecho no minó su propósito y continuó su marcha.
Con el paso de los días, su solitaria marcha fue empezada a ser cubierta por los medios de comunicación y su nombre comenzó a hacerse conocido entre la opinión pública, acaparando cada vez más su atención. Algunas personas comenzaron a unirse a su marcha, desistiendo algunas u otras sólo para aprovecharse de la atención que acaparaba.
Al llegar a Cali, fue recibido por el gobernador Angelino Garzón quien le mostró su apoyo a su causa y le brindó hospedaje en la ciudad. Después de Cali continuó su marcha por el Valle siendo recibido multitudinariamente en ciudades como El Cerrito, Tuluá, Zarzal, La Victoria, Obando y Cartago.
En la ciudad de Pereira fue recibido por el alcalde de la ciudad, quien lo nombró "ciudadano de honor"; prosiguió su marcha por Armenia, Calarcá y ahí emprendió la subida del alto de la línea, famosa elevación que separa las ciudades de Armenia e Ibagué.
A medida que se acercaba a su destino, más personas se unían a su marcha, y también algunos buscaban sacar provecho de esta, entre ellos políticos locales.
El día 1 de agosto, después de 46 días, 7 departamentos y 1.200 kilómetros caminados, arribó a Bogotá donde miles de personas lo estaban esperando. Llegó hasta la Plaza de Bolívar donde decidió instalarse y afirmar que no se iría de allí hasta que se lograra el acuerdo humanitario, allí permaneció hasta el 14 de septiembre cuando entregó oficialmente la carpa al alcalde mayor Luis Eduardo Garzón debido a que Moncayo decidió emprender un viaje a Europa en busca del acuerdo humanitario. Días antes el alcalde había anunciado que la administración distrital no podría seguir costeando las 40 habitaciones que financiaba en un hotel del centro de la ciudad para los acompañantes del caminante y que si Moncayo abandonaba la plaza la carpa debería ser levantada ya que la utilización del espacio de la Plaza de Bolívar estaba ligada a la estadía de él.

## Apoyos y críticas

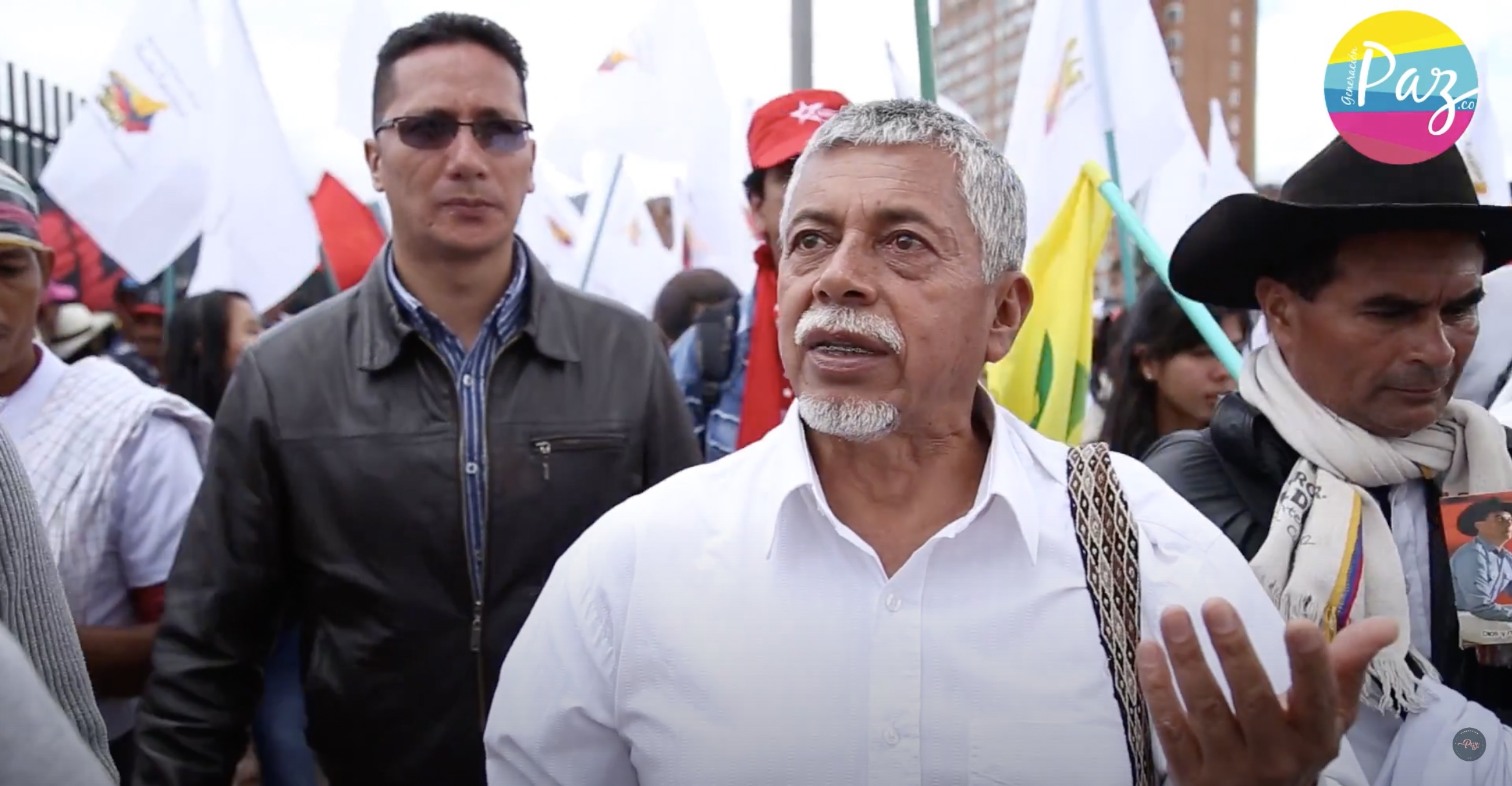
Moncayo en una marcha a favor de los acuerdos de paz en 2016.

El presidente Álvaro Uribe aprovechó el momento de la llegada de Moncayo a la Plaza de Bolívar para debatirlo públicamente y descargar sobre las FARC-EP toda la responsabilidad por el largo cautiverio de los uniformados. 
Desde que su marcha fue captando la atención de los medios, diversas opiniones de personalidades comenzaron a apoyar o criticar su gesta dependiendo de su alineación política en contra o a favor del gobierno. 
El profesor Moncayo, en sus declaraciones, consideró que ninguno de los dos actores, tanto el gobierno como las FARC-EP habían hecho lo suficiente por el acuerdo humanitario, y se refería a ellos como "las dos tapias más grandes del país", por no ponerse de acuerdo.
Por su parte el entonces Alcalde de Bogotá, Luis Eduardo Garzón, indirectamente lo invitó a irse de su carpa en la Plaza de Bolívar diciendo: "Él ha sido un registro de un caminante; pero caminante que deje de caminar deja de ser caminante. Eso es como espía que después de ser descubierto, no puede ser espía. Pero yo no puedo forzarlo, él mismo mirará para dónde camina". “El hotel ya no va más, el tema de la carpa tiene que tener unas medidas de seguridad (...) la utilización del sitio de la Plaza de Bolívar o de la carpa también está ligada a la estadía de él: si él decide que tiene que estar por fuera de la ciudad o del país, pues evidentemente la carpa ya no juega el mismo papel”, señaló el alcalde. Moncayo, quien había prometido quedarse en la Plaza de Bolívar hasta que su hijo fuera liberado, retiró su carpa 45 días después de su llegada.

## Marcha hasta Caracas
Después de la vista a algunos países europeos acudió a un breve encuentro con Benedicto XVI, el 19 de noviembre de 2007, el profesor Moncayo inició una marcha desde Bogotá hasta Caracas recorriendo 1.400 kilómetros, allí se reunió con el presidente Hugo Chávez.

## Candidatura al Senado
El Profesor Moncayo aspiró al cargo de senador por el partido Polo Democrático Alternativo en las elecciones legislativas del 14 de marzo de 2010, pero los escasos 7.140 votos obtenidos no le permitieron obtener una curul.

## Liberación de Pablo Emilio Moncayo
Su hijo Pablo Emilio Moncayo fue liberado por las FARC-EP en una operación conjunta colombo-brasileña donde fueron liberados el soldado Josué Calvo el 28 de marzo de 2010 y Pablo Emilio Moncayo el 30 de marzo de 2010. Al obtener su libertad, el sargento Moncayo le quitó a su padre las cadenas que llevaba desde hacía cuatro años como protesta por el secuestro del suboficial.

## Fallecimiento
Moncayo y su familia se habían trasladado a Canadá por razones de seguridad, regresaron a Colombia en 2022 debido al cáncer que había sido diagnosticado meses atrás. Falleció el 15 de noviembre de 2022, en un hospital de Pasto mientras esperaba un trasplante de hígado y continuaba exigiendo junto a su familia una reparación económica de parte de las FARC-EP.